# Euquites
Els euquites (del grec εὐχῖται) o messalians (del siríac měṣallīn) eren una secta cristiana de Mesopotàmia que es va estendre per Àsia Menor, Tràcia i Egipte. Doctrinalment ensenyà que pel pecat d’Adam cada home duu un dimoni unit a l’ànima, el qual no és expulsat pel baptisme, sinó per la pregària contínua i la mortificació.

## Història
Són esmentats per primera vegada a la dècada de 370 per Efraïm el Siri, Epifani de Salamina, i Jeroni d'Estridó, i també són esmentats per l'arquebisbe Àtic, Teòdot d'Antioquia i l'arquebisbe Sisini I de Constantinoble. Van ser condemnats per primera vegada com a heretges en un sínode l'any 383 dC (Sida, Pamfília), els actes del qual es van referir a les obres de Foci. El seu líder era suposadament un home anomenat Pere que afirmava ser Crist. Abans de morir lapidat per les seves blasfèmies, va prometre als seus seguidors que al cap de tres dies s'aixecaria de la seva tomba en forma de llop, atraient el títol de Lycopetrus o «Pere el Llop». Els cristians creien que no seria Pere qui sortiria de la tomba, sinó un diable disfressat.
Van continuar existint durant segles, influint en els bogomils de Bulgària i, per tant, l'Església de Bòsnia i el catarisme. Al segle xii la secta havia arribat a Bohèmia i a Alemanya i, per una resolució del Concili de Trèveris (1231), va ser declarada com a heretgia.
Miquel Psel·los, un monjo romà d'Orient, va acusar els bogomils i els euquites de pràctiques orgiàstiques, incest i homosexualitat. A més, va argumentar que els nens nascuts d'aquestes activitats promíscues eren portats davant d'una assemblea satànica al cap de vuit dies, oferts a Satanàs i menjats. Aquest acte caníbal suposadament era una paròdia del baptisme. Eutimi Zigabè, un posterior escriptor monàstic romà d'Orient, faria les mateixes acusacions. Aquests càrrecs tenen una llarga història i els historiadors debaten si són veritables en algun grau. La idea d'aquests actes profans es pot remuntar a les suposades pràctiques de certes sectes gnòstiques; de fet, una tradició literària similar pel que fa a les heretgies sembla haver-se creat molt abans de l'era cristiana, durant el regnat del governant selèucida Antíoc IV Epífanes.
Modernament, també s'ha qüestionat si hi havia un moviment herètic coherent darrere d'aquestes condemnes, i s'ha emfatitzat, en canvi, la fricció a l'Església oriental causada per les «pràctiques ascètiques i el llenguatge imaginista del messalianisme molt més característics del cristianisme siríac que de l'Església imperial centrada a Constantinoble».